# Satu Mare (Harghita)
Satu Mare is een gemeente in Harghita. Satu Mare ligt in de regio Transsylvanië, in het midden van Roemenië. De naam satu mare betekent letterlijk groot dorp. Satu Mare is ook een grote stad, in een ander deel van het land.
Atid · Avrămești · Bilbor · Brădești · Căpâlnița · Cârța · Ciceu · Ciucsângeorgiu · Ciumani · Corbu · Corund · Cozmeni · Dănești · Dârjiu · Dealu · Ditrău · Feliceni · Frumoasa · Gălăuțaș · Joseni · Lăzarea · Leliceni · Lueta · Lunca de Jos · Lunca de Sus · Lupeni · Mădăraș · Mărtiniș · Merești · Mihăileni · Mugeni · Ocland · Păuleni-Ciuc · Plăieșii de Jos · Porumbeni · Praid · Racu · Remetea · Săcel · Sâncrăieni · Sândominic · Sânmartin · Sânsimion · Sântimbru · Sărmaș · Satu Mare · Secuieni · Siculeni · Șimonești · Subcetate · Suseni · Tomești · Tulgheș · Tușnad · Ulieș · Vărșag · Voșlăbeni · Zetea